# Brachytrycherus perotteti
Brachytrycherus perotteti es una especie de coleóptero de la familia Endomychidae.

## Distribución geográfica
Habita en la India.